# 辛加區

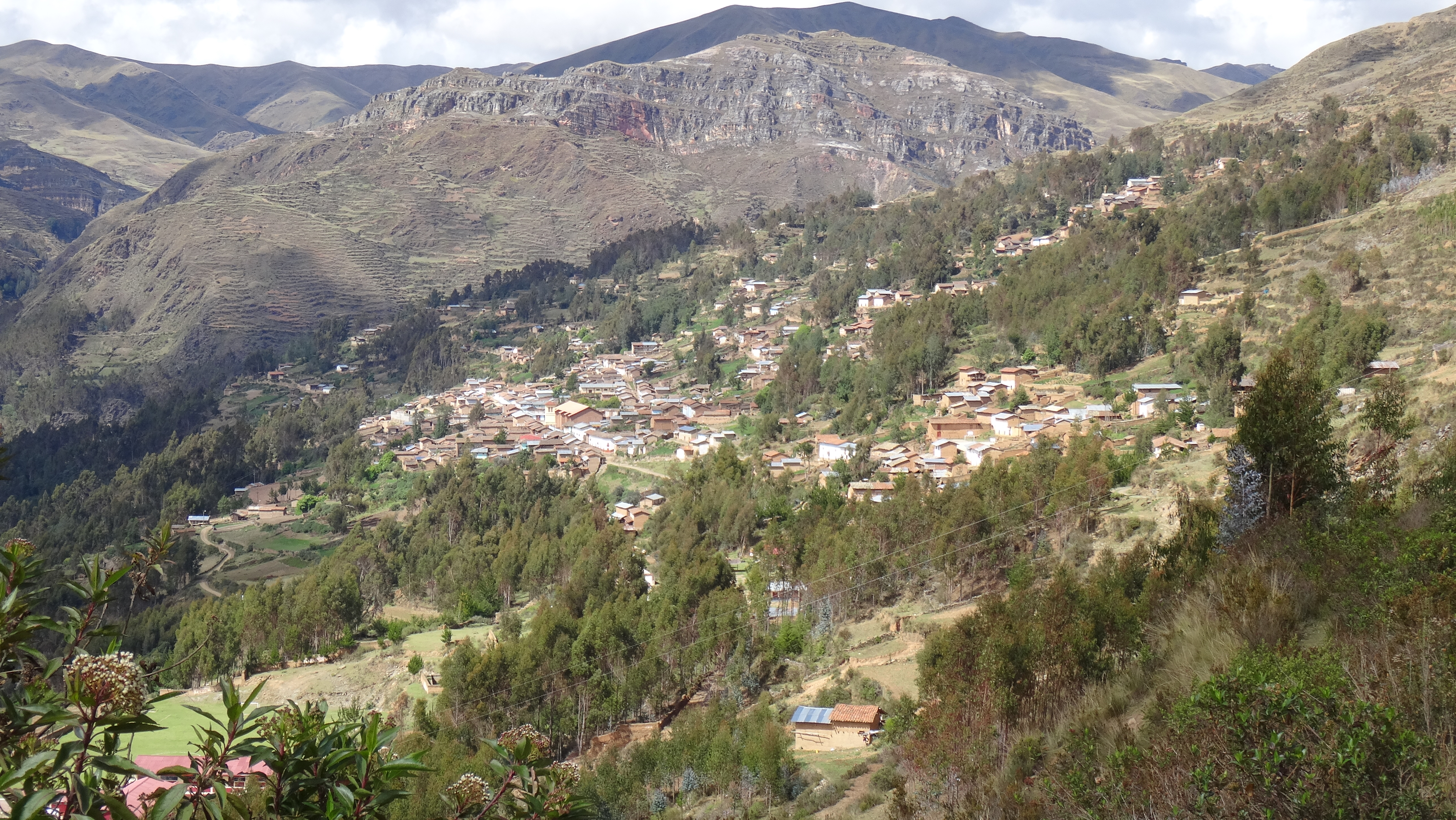

9°22′02″S 76°47′33″W / 9.3673°S 76.7926°W
辛加區（西班牙語：Distrito de Singa），是秘魯的一個區，位於該國中部瓦努科大區的瓦馬利埃斯省，面積151.7平方公里，海拔高度3,615米，2005年人口4,395，人口密度每平方公里29人。